# Clavija caloneura
Clavija caloneura är en viveväxtart som beskrevs av Carl Friedrich Philipp von Martius och Friedrich Anton Wilhelm Miquel. Clavija caloneura ingår i släktet Clavija och familjen viveväxter. Inga underarter finns listade i Catalogue of Life.